# Постскриптум
Постскриптум (P.S.; лат. post scriptum — «после написанного») — приписка к законченному и подписанному письму, обычно обозначаемая «P. S.». В Рунете иногда используют кириллическое «З. Ы.» — это P.S., набранное русской раскладкой.

## Использование
Обозначение P.S. используется в рукописях в качестве дополнительных пояснений к уже написанному тексту. Постскриптум может быть предложением, абзацем или даже множеством абзацев, добавленными после основной части эссе или книги. В книге или эссе более тщательно составленное дополнение (например, для второго издания) называется послесловием. «Постскриптум» также обозначает любого рода дополнения к какой-либо основной работе, даже если оно не прикреплено к основному тексту, как в книге Сёрена Кьеркегора «Заключительный ненаучный постскриптум»
Также используют сокращение «P. P. S.» (лат. post post scriptum) для приписки, сделанной после постскриптума. 
В эпоху электронных писем, когда изменить основную часть текста довольно легко, использование «P. S.» позволяет сохранить первоначальную форму письма, сохраняя при этом правила диалога и не отказываясь от добавления каких-либо данных или аргументов. Эта формула также оправдана, когда автор желает включить некоторую информацию, не имеющую прямого отношения к основной теме сообщения.